# Naoki Satō
Naoki Satō (jap. 佐藤 直紀 Satō Naoki; ur. 2 maja 1970 w prefekturze Chiba) – japoński producent i kompozytor, skomponował muzykę do wielu popularnych seriali anime.
Ukończył Tokyo College of Music (jap. Tōkyō Ongaku Daigaku). W 2006 r. zdobył nagrodę Japanese Academy Awards za muzykę do filmu Always Sanchōme no Yūhi.

## Twórczość
- Catnapped! The Movie (muzyka)
- Eureka Seven (muzyka)
- Fire Boys (muzyka)
- Futari wa Pretty Cure Max Heart (muzyka rozpoczęcia oraz zakończenia)
- Good Luck!! (muzyka, 2003)
- H2: Kimi to Ita Hibi (muzyka)
- Heroic Age (muzyka)
- Kita e ~Diamond Dust Drops~ (muzyka)
- Mouse (muzyka)
- Moyashimon (muzyka)
- Neon Genesis Evangelion: The End of Evangelion (współproducent)
- Orange Days (muzyka, 2004)
- seria Pretty Cure (muzyka, 2004-)
- Space Battleship Yamato (2010) (muzyka, 2010)
- Street Fighter II V (nadzór nad animacją do odcinka pierwszego)
- Umizaru Evolution (muzyka, 2005)
- Sword of the Stranger (muzyka, 2007)
- Black Belt (Znany w Japonii jako Kuro Obi [黒帯]) (muzyka)
- Barefoot Gen (drama) (muzyka, 2007)
- Waterboys (dramat) (muzyka, 2003)
- Good Luck!! (drama) (muzyka, 2003)
- X OAV and X TV anime series (muzyka)
- Sukisyo (muzyka)
- Machine Robo Rescue (muzyka)
- Ryōmaden (drama) (muzyka, 2010)
- NHK Hotspot: Saigo no Rakuen: The Last Paradise (dokumentalny) (muzyka, 2011)